# Semiothisa determinataria
Semiothisa determinataria là một loài bướm đêm trong họ Geometridae.